# Nilsa Monte Garcia
Nilsa Monte Garcia -referida también como Nilsa Garcia- (São Paulo, 13 de mayo de 1942-2011) es una ex-jugadora brasileña de baloncesto y profesora de educación física que ocupaba la posición de pívot.
Fue seleccionada del conjunto femenino de baloncesto de Brasil con el que alcanzó la medalla de bronce en los Juegos Panamericanos de 1963 en São Paulo, y la medalla de oro en los Juegos Panamericanos de 1967 en Winnipeg y en los Juegos Panamericanos de 1971 en Cali; además, fue vencedora del Campeonato Sudamericano de Baloncesto femenino adulto de Chile 1968, Ecuador 1970 y Bolivia 1974.
Por otro lado, participó del equipo que alcanzó la medalla de bronce en el Campeonato Mundial de Baloncesto Femenino de 1971 realizado en Brasil.

## Estadísticas en competencias FIBA
| Año            | Competencia                               | PPJ  | RPJ | APJ |
| -------------- | ----------------------------------------- | ---- | --- | --- |
| 1964           | Campeonato Mundial de Baloncesto femenino | 10.9 | 0   | 0   |
| Promedio total | Promedio total                            | 10.9 | 0   | 0   |
| Fuente: FIBA.  |                                           |      |     |     |